# Présidence de Franklin Pierce
14e président des États-Unis
Présidence de Millard Fillmore Présidence de James Buchanan
La présidence de Franklin Pierce débuta le 4 mars 1853, date de l'investiture de Franklin Pierce en tant que 14e président des États-Unis, et prit fin le 4 mars 1857. Membre du Parti démocrate et originaire du New Hampshire, Pierce n'était pas un politicien très connu mais il était apprécié pour son attitude conciliante à l'égard des différentes factions du parti. Il parvint à se faire désigner comme candidat à l'élection présidentielle de 1852 lors de la convention nationale démocrate et battit le candidat du Parti whig Winfield Scott au scrutin général. 
Durant son mandat, Pierce mit son veto au financement d'infrastructures publiques, plaida en faveur d'une réduction des droits de douane et appliqua avec fermeté le Fugitive Slave Act. Influencée par les idéaux expansionnistes du mouvement Young America, l'administration Pierce négocia l'achat Gadsden avec le Mexique et s'opposa aux intérêts britanniques en Amérique centrale, mais elle échoua en revanche à obtenir de l'Espagne la cession de Cuba. Le gouvernement américain fut sévèrement critiqué après la publication par plusieurs de ses diplomates du manifeste d'Ostende qui prévoyait d'annexer Cuba par la force si nécessaire. La popularité de Pierce dans les États abolitionnistes du Nord s'effondra après l'adoption de l'acte Kansas-Nebraska et les violences qui amenèrent un gouvernement esclavagiste au pouvoir dans le Kansas en violation du compromis de 1820. 
Le passage de l'acte Kansas-Nebraska provoqua la chute du Parti whig et ébranla sérieusement le Parti démocrate. La disparition des whigs de la scène politique nationale favorisa l'émergence de deux nouveaux partis politiques, l’American Party de mouvance nativiste et le Parti républicain opposé à l'esclavage. Pierce chercha activement à obtenir la nomination de son parti pour un second mandat mais il fut battu par James Buchanan, qui remporta par la suite l'élection présidentielle de 1856. Pierce est considéré par les historiens comme l'un des pires présidents américains pour son incapacité à juguler la crise qui mena à la guerre de Sécession quelques années après sa présidence. 

## Élection présidentielle de 1852

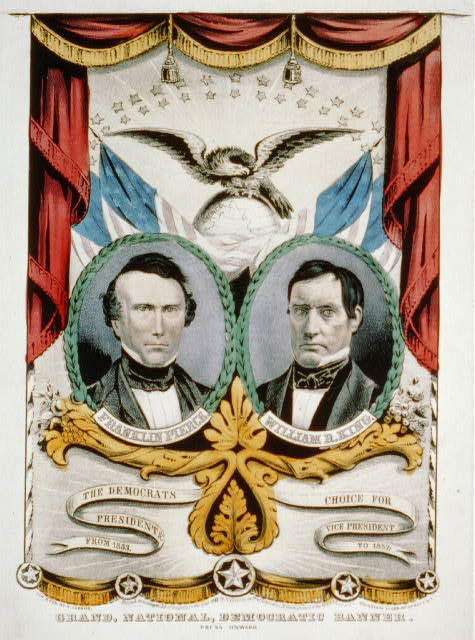
Affiche de campagne du ticket Pierce/King pour l'élection présidentielle de 1852.

À l'approche de l'élection présidentielle de 1852, le Parti démocrate restait profondément divisé sur la question de l'esclavage même si la plupart des antiesclavagistes qui avaient formé le Parti du sol libre en 1848 l'avaient réintégré. Parmi les prétendants à la nomination démocrate figuraient Stephen A. Douglas de l'Illinois, James Buchanan de Pennsylvanie, William L. Marcy de New York, Sam Houston du Texas, Thomas Hart Benton du Missouri et Lewis Cass du Michigan,. Étant donné les rivalités internes au parti et l'absence d'un candidat sudiste en mesure de l'emporter, bon nombre de chefs démocrates estimaient que leur parti ferait appel à un nordiste peu connu dont les positions seraient jugées acceptables pour le Sud. Franklin Pierce, comme les autres délégués du New Hampshire, avait soutenu la candidature du juge de la Cour suprême Levi Woodbury, mais la mort de celui-ci en 1851 poussa les démocrates du New Hampshire à soutenir Pierce qui avait jadis siégé au Congrès et participé en tant que brigadier général à la guerre américano-mexicaine. Malgré l'appui de son État, les chances de Pierce semblaient faibles car il n'avait pas occupé de fonctions exécutives depuis plus d'une décennie et n'avait pas la notoriété nationale de ses rivaux,. Il autorisa néanmoins ses partisans à faire campagne pour lui et, afin d'élargir sa base dans le Sud, il écrivit des lettres dans lesquelles il réaffirmait son soutien au compromis de 1850 y compris au controversé Fugitive Slave Act contraignant les fonctionnaires, notamment nordistes, à arrêter les esclaves en fuite,.
La convention démocrate débuta le 1er juin 1852 à Baltimore dans le Maryland et, comme prévu, aucun candidat ne parvint rapidement à s'imposer. Lors du premier vote des 288 délégués, Cass rassembla 116 voix contre 93 pour Buchanan ; le reste des suffrages se répartit entre les autres prétendants mais Pierce n'en reçut aucun. Les 34 tours suivants ne firent pas évoluer les lignes et les soutiens de Buchanan décidèrent de faire voter leurs délégués pour des candidats mineurs comme Pierce pour démontrer que personne d'autre que Buchanan ne pouvait s'imposer. Cette tactique échoua complètement car les délégations de Virginie, du New Hampshire et du Maine rallièrent Pierce, considéré comme un candidat de compromis, et le soutien pour Buchanan se délita. Après le 48e tour, le représentant James C. Dobbin (en) de Caroline du Nord donna un discours dans lequel il se rangeait avec enthousiasme derrière Pierce, ce qui entraîna une vague de soutien pour l'outsider. Au tour suivant, 282 délégués se prononcèrent en sa faveur, lui offrant ainsi l'investiture démocrate pour la présidence. La convention désigna ensuite le sénateur William R. King de l'Alabama, un partisan de Buchanan, pour être son colistier et adopta un programme qui rejetait toute nouvelle « agitation » au sujet de l'esclavage et affichait son soutien au compromis de 1850,.

Résultats électoraux de l'élection présidentielle américaine de 1852.

De son côté, le Parti whig choisit de ne pas reconduire le président en fonction Millard Fillmore pour un nouveau mandat et désigna le général Winfield Scott, sous les ordres duquel Pierce avait servi au Mexique, pour briguer la présidence. La convention whig ne parvint cependant pas à unifier toutes les factions du parti et le programme adopté était quasiment identique à celui des démocrates, y compris sur le soutien au compromis de 1850. Cela poussa l'aile abolitionniste à présenter à nouveau la candidature du sénateur John P. Hale sous l'étiquette du Parti du sol libre. En l'absence de différences politiques, la campagne se transforma en un âpre affrontement de personnalités qui contribua à ce que la participation soit la plus faible depuis 1836 ; pour le biographe de Pierce, Peter A. Wallner, cela fut « l'une des campagnes les moins enthousiasmantes de l'histoire présidentielle »,. Scott souffrait de ses médiocres talents d'orateurs et de la profonde division de son parti sur la question de l'esclavage ; l'éditeur du New-York Tribune, Horace Greeley, résuma l'opinion de nombreux abolitionnistes nordistes quand il dit du programme whig : « nous le rejetons, le détestons et crachons dessus »,. Les whigs du Sud n'étaient pas non plus ravis de la candidature de Scott qu'ils jugeaient trop influencé par les abolitionnistes du Nord tels que William Seward. De son côté, Pierce ne fit pas de déclarations durant la campagne pour ne pas fragiliser l'unité du parti et il laissa ses soutiens faire campagne pour lui dans une « campagne de perron » typique de l'époque,,. Les adversaires de Pierce le présentèrent comme un pleutre et un alcoolique (« le héros de nombreuses bouteilles durement combattues »),.
Le jour de l'élection, Scott ne remporta que 42 voix au sein du collège électoral contre 254 pour Pierce. Le vote populaire était plus serré mais Pierce arriva confortablement en tête avec 50,9 % des voix contre 44,1 % pour Scott et 4,9 % pour Hale,. En plus de leur succès présidentiel, les démocrates obtinrent de larges majorités dans les deux chambres du Congrès.

## Tragédie personnelle du président-élu et investiture

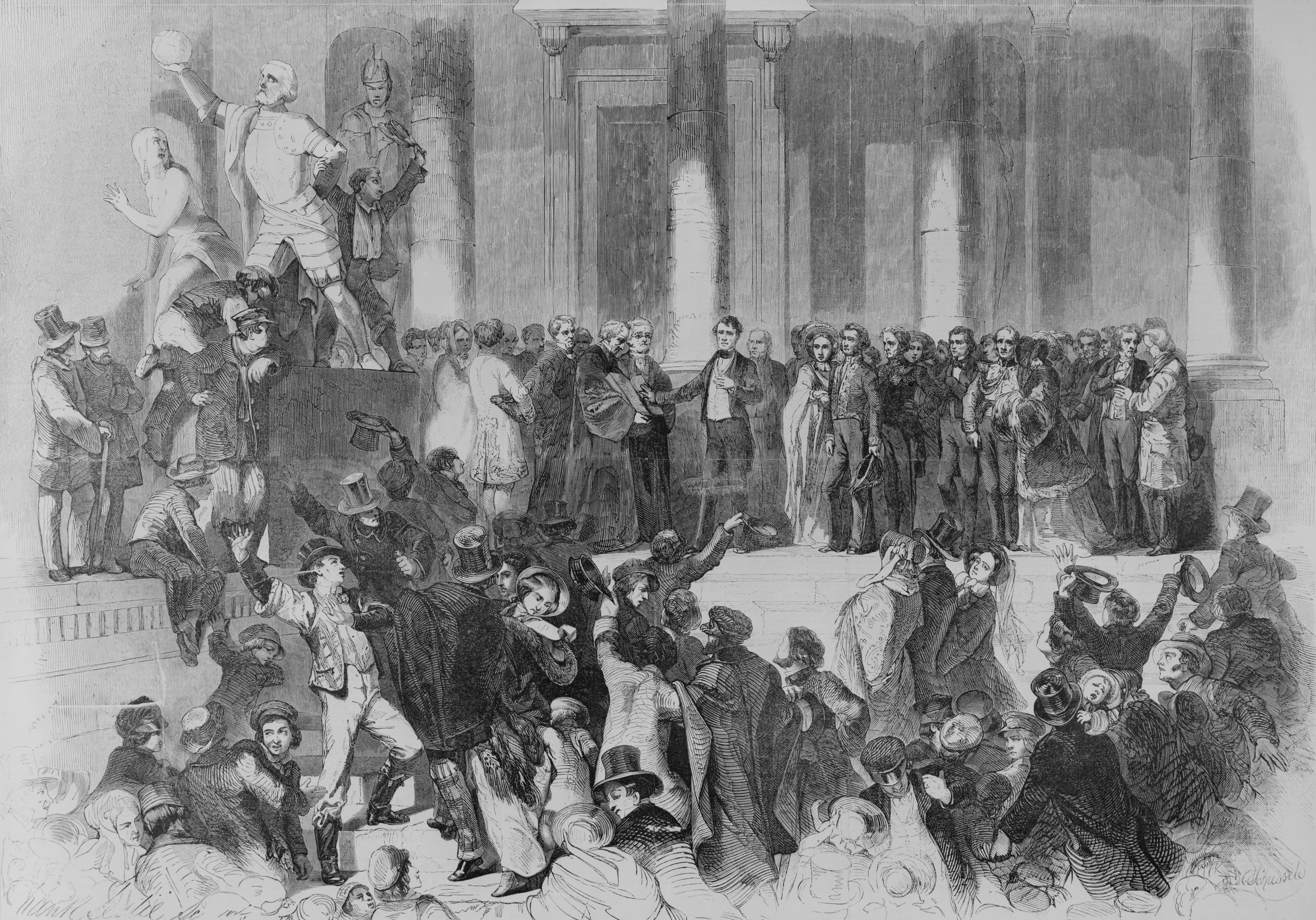
Investiture de Franklin Pierce le 4 mars 1853 (gravure contemporaine).

Le début du mandat de Pierce fut marqué par une tragédie personnelle. Le 6 janvier 1853, le président élu et sa famille quittèrent Boston par train mais leur wagon dérailla et dévala un terre-plein près d'Andover. Franklin et Jane survécurent mais leur fils Benjamin, âgé de 11 ans, fut retrouvé écrasé sous la carcasse de la rame. Les deux époux développèrent une grave dépression et cela a sans doute affecté les actions du nouveau président,. Jane évita par la suite les obligations sociales dévolues à sa fonction de Première dame durant les deux premières années de son séjour à la Maison-Blanche et ne fit sa première apparition publique dans ce rôle qu'à l'occasion de la cérémonie organisée dans la résidentielle présidentielle pour la nouvelle année 1855.
À la suite de l'accident, Jane resta dans le New Hampshire et n'assista pas à l'investiture de son époux. À 48 ans, Pierce était alors le plus jeune président de l'histoire américaine et il choisit de prêter serment sur un livre de loi plutôt que sur une Bible, comme avaient fait tous ses prédécesseurs à l'exception de John Quincy Adams. Il fut également le premier président à réciter son discours inaugural de mémoire. Dans son allocution, il célébra une ère de paix et de prospérité et défendit une politique étrangère ambitieuse incluant l'acquisition « éminemment importante » de nouveaux territoires. Évitant le mot d'esclavage, il souligna sa volonté de résoudre l'« important sujet » et de maintenir la paix dans l'Union. Faisant référence à la mort de son fils, il déclara à la foule : « Vous m'avez convoqué dans ma faiblesse, vous devez me soutenir avec votre force ».

## Composition du gouvernement
La formation du cabinet fut l'occasion pour Pierce d'accorder des postes à toutes les tendances du Parti démocrate, même celles qui n'avaient pas soutenu le compromis de 1850. Symboles de cette volonté d'équilibre furent les nominations de Caleb Cushing, un nordiste partisan du compromis, en tant que procureur général et de Jefferson Davis, un sudiste qui avait tenté d'empêcher la ratification du compromis par le Sénat, en qualité de secrétaire à la Guerre. Pour le poste crucial de secrétaire d'État, Pierce désigna le New-Yorkais William L. Marcy qui avait dirigé le département de la Guerre sous la présidence de James K. Polk. Il s'efforça également d'apaiser les soutiens de Cass et de Buchanan en nommant Robert McClelland du Michigan au département de l'Intérieur et James Campbell (en) de Pennsylvanie au ministère des Postes. Le secrétaire à la Marine James C. Dobbin, représentant la Caroline du Nord, et le secrétaire au Trésor James Guthrie, un natif du Kentucky, complétèrent cette équipe aux origines géographiques très diverses. Tous les ministres initialement nommés par Pierce restèrent en place pendant toute la durée de sa présidence. En dépit des efforts de Pierce, le cabinet présidentiel était cependant dépourvu d'une personnalité sudiste favorable à l'Union telle que Howell Cobb et ne comptait aucun représentant de la faction démocrate de Stephen Douglas. 
Après avoir formé son cabinet, Pierce consacra les premières semaines de son mandat à désigner des centaines de hauts fonctionnaires. Cela fut une corvée car il voulait que toutes les factions fussent représentées. Ce faisant, aucune d'elle ne fut complètement satisfaite et cela alimenta les tensions et les rivalités au sein du parti. Les journaux du Nord accusèrent rapidement Pierce d'avoir privilégié des sécessionnistes esclavagistes tandis que ceux du Sud le traitèrent d'abolitionniste. Par la suite, l'hostilité entre les démocrates qui soutenaient l'administration et ceux qui lui étaient opposés ne fit qu'empirer, en particulier au sein de la cellule new-yorkaise du parti où les démocrates conservateurs (surnommés les hards) étaient en butte à leurs homologues plus modérés, les softs, qui appuyaient l'action du gouvernement et en particulier celle du secrétaire à la Guerre Marcy.
Buchanan avait pressé Pierce de consulter le vice-président-élu pour la formation du cabinet mais le président n'en fit rien ; les deux hommes n'avaient d'ailleurs jamais échangé depuis la désignation du ticket en juin 1852. Au début de l'année 1853, King, qui souffrait de la tuberculose, se rendit à Cuba pour récupérer. Son état empira et le Congrès adopta une loi spéciale pour lui permettre de prêter le serment de la vice-présidence le 24 mars avec le consul américain à La Havane et non avec le juge en chef des États-Unis comme cela était habituellement le cas. Voulant mourir chez lui, King rentra dans sa plantation en Alabama le 17 avril et mourut le lendemain. La Constitution des États-Unis ne prévoyant rien pour désigner un nouveau vice-président, Pierce n'en eut aucun jusqu'à la fin de son mandat ; le président pro tempore du Sénat David Atchison fut donc le second dans l'ordre de succession.

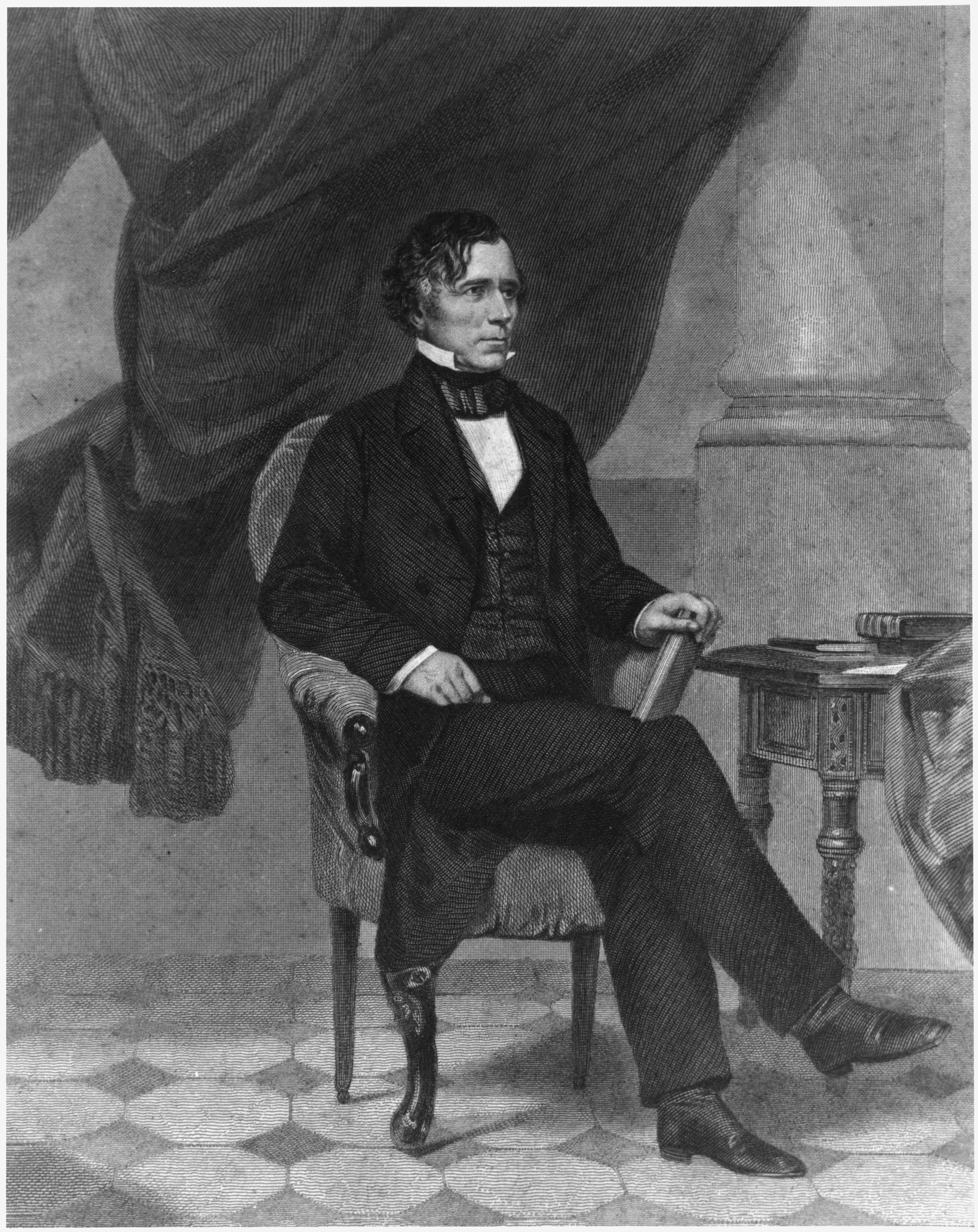
Le président Franklin Pierce.

## Nominations judiciaires
Pierce ne nomma qu'un seul juge à la Cour suprême à la suite du décès en juillet 1852 de John McKinley (en). Le président Fillmore avait proposé plusieurs candidats pour le remplacer mais le Sénat n'en accepta aucun avant son départ de la Maison-Blanche. Une fois entré en fonction, Pierce proposa le poste au sénateur Judah P. Benjamin de Louisiane qui avait déjà refusé l'offre de son prédécesseur. Ce dernier déclina à nouveau et le choix se porta sur John Archibald Campbell (en), un partisan du droit des États,. Pierce nomma également trois juges à des cours de circuit et douze juges à des cours de district.

## Politique intérieure

### Esclavage

#### Acte Kansas-Nebraska
Dans son discours d'investiture, Pierce avait formulé l'espoir que le compromis de 1850 règlerait une bonne fois pour toutes la question de l'esclavage dans les territoires. En vertu de ce compromis, les territoires de l'Utah et du Nouveau-Mexique, acquis par les États-Unis à la suite de la guerre américano-mexicaine, furent autorisés à pratiquer l'esclavage ; le compromis du Missouri, qui interdisait cette pratique dans les territoires situés au nord du 36°30' parallèle, continua cependant de s'appliquer dans les territoires américains annexés lors de l'achat de la Louisiane, parmi lesquels une vaste parcelle de terre souvent désignée sous le nom de « Nebraska ». À mesure que les colons affluaient dans cette région et que des raisons tant commerciales que politiques poussaient à la construction d'une ligne de chemin de fer transcontinentale, de nombreuses voix s'élevèrent pour réclamer l'organisation de la partie orientale du territoire en question. Il s'agissait là d'une condition nécessaire à la colonisation car aucune vente de terrain ou étude topographique ne pouvait être menée avant la création d'un gouvernement territorial,,. 

## Politique étrangère et militaire
L'administration Pierce, représentée par son secrétaire d'État William L. Marcy, épousa les revendications du mouvement expansionniste Young America. Soucieux de présenter au monde une image distinctement républicaine des États-Unis, Marcy émit une circulaire pour recommander à ses diplomates le port d'une « simple tenue de citoyen américain », à rebours des uniformes élaborés en vogue dans les chancelleries européennes, et de n'embaucher que des citoyens américains pour travailler dans les consulats,. Marcy fut internationalement salué pour sa lettre de 73 pages écrite en soutien à Martin Koszta, un réfugié autrichien qui avait été enlevé à l'étranger par son gouvernement en 1853 en dépit de son intention de réclamer la nationalité américaine,.

### Achat Gadsden

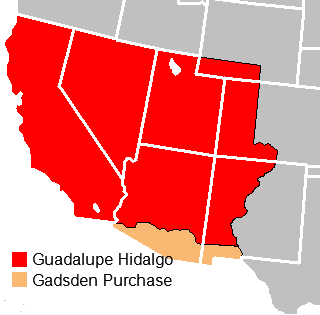
Carte des territoires cédés par le Mexique à l'issue du traité de Guadalupe Hidalgo de 1848 (en rouge) et lors de l'achat Gadsden de 1853 (en orange).

Le secrétaire à la Guerre Davis, partisan d'un chemin de fer transcontinental dans le Sud du pays, persuada Pierce d'envoyer le magnat du rail James Gadsden au Mexique pour acquérir des terres permettant de réaliser cette voie ferrée. Ce dernier fut également chargé de renégocier les termes du traité de Guadalupe Hidalgo qui obligeait les États-Unis à empêcher les raids transfrontaliers des Amérindiens du territoire du Nouveau-Mexique. Pierce autorisa Gadsden à négocier un traité pour l'achat de vastes portions du nord du Mexique, y compris la Basse-Californie, pour la somme de 50 millions de dollars. En décembre 1853, Gadsden et le président mexicain Antonio López de Santa Anna convinrent en définitive d'un traité moins ambitieux qui déboucha sur la vente par le Mexique d'une partie de l'État de Sonora, même si les négociations faillirent échouer à la suite de l'expédition de William Walker dans la péninsule de Basse-Californie ; une clause fut alors ajoutée en vertu de laquelle les États-Unis s'engageaient à empêcher toute initiative de ce genre à l'avenir. Parmi les autres dispositions du traité figuraient le traitement par Washington de toutes les réclamations formulées par des citoyens américains à l'encontre des autorités mexicaines et l'autorisation pour les marchandises américaines de transiter par l'isthme de Tehuantepec. Pierce fut cependant déçu par le traité et Gadsden affirma par la suite que, sans l'expédition de Walker, le Mexique aurait probablement cédé toute la péninsule de Basse-Californie et une plus grande partie de l'État de Sonora,.
Le traité fut très mal accueilli par les parlementaires nordistes dont beaucoup considéraient qu'il profiterait au Slave Power. Le Congrès réduisit en conséquence l'achat Gadsden à un territoire d'environ 80 000 km2 dans l'actuel Sud de l'Arizona et du Nouveau-Mexique (le traité original avait donné le contrôle aux États-Unis d'un port situé sur le golfe de Californie), ne consentit à verser au Mexique que dix millions de dollars sur les quinze initialement prévus et ajouta une clause destinée à protéger un simple citoyen, Albert G. Sloo, dont les intérêts étaient menacés par l'achat Gadsden. Pierce était cependant hostile à toute intervention du gouvernement fédéral en faveur de l'industrie privée et exprima sa désapprobation de la version finale du traité, lequel fut ratifié malgré tout,. Cette acquisition fut la dernière des États-Unis contigus dont les frontières n'évoluèrent plus hormis quelques ajustements mineurs.

### Relations avec le Royaume-Uni
Sous la présidence de Pierce, les relations entre les États-Unis et le Royaume-Uni furent tendues en raison de discordes liées à la question des droits de pêche américains au Canada et aux ambitions britanniques en Amérique centrale. Marcy négocia un accord commercial avec l'ambassadeur britannique à Washington, John Crampton, afin de modérer les patrouilles de la Royal Navy dans les eaux canadiennes. Un traité de réciprocité fut finalement ratifié en août 1854, un accord que Pierce considérait être la première étape d'une éventuelle annexion du Canada,. Alors que l'administration négociait avec le Royaume-Uni sur le tracé de la frontière avec le Canada, les intérêts américains en Amérique centrale furent menacés par l'influence croissante du Royaume-Uni que le traité Clayton–Bulwer de 1850 n'avait pas permis de juguler. Prendre l'ascendant sur la Grande-Bretagne dans cette région était un élément capital de la politique expansionniste de Pierce. ,. 
Au déclenchement de la guerre de Crimée en 1854, les représentants britanniques aux États-Unis cherchèrent à recruter des citoyens américains en violation des lois sur la neutralité américaine, et Pierce expulsa Crampton et trois consuls. Dans son discours devant le Congrès en décembre 1855, il déclara que les Britanniques avaient violé le traité Clayton–Bulwer. Ces derniers furent, selon le secrétaire d'État Buchanan, impressionnés et entreprirent de repenser leur stratégie. Soucieux d'améliorer ses relations avec les États-Unis dans le cadre du conflit en Crimée, le Royaume-Uni était prêt à renoncer à la plupart de ses possessions territoriales en Amérique centrale lorsque le meurtre d'un employé d'une société américaine dans le port nicaraguayen de Greytown, sous protection britannique, raviva les tensions entre Londres et Washington. À la suite de cet incident, Pierce dépêcha sur place un sloop de guerre, l'USS Cyane, qui bombarda et détruisit le port. En dépit de ces représailles et de la présence de flibustiers américains en Amérique centrale, les marchands britanniques s'opposèrent à toute escalade militaire avec les États-Unis et évitèrent le déclenchement d'une guerre entre les deux pays. Le successeur de Buchanan à l'ambassade américaine à Londres, George M. Dallas, négocia avec les Britanniques un traité dans lequel ces derniers acceptaient de se retirer de Greytown et de la plupart de leurs autres possessions d'Amérique centrale en échange de la reconnaissance par les États-Unis des intérêts britanniques au Belize, mais l'accord ne fut pas ratifié par le Sénat.

### Politique à l'égard de Cuba et manifeste d'Ostende
Comme beaucoup de ses prédécesseurs, Pierce était désireux d'annexer l'île espagnole de Cuba, laquelle possédait de riches plantations de sucre, occupait une position stratégique en mer des Caraïbes et était susceptible de rejoindre l'Union en tant que nouvel État esclavagiste. Pierce désigna Pierre Soulé, un partisan du mouvement Young America, pour le représenter en Espagne mais ce dernier ulcéra rapidement le gouvernement de Madrid. Après l'arraisonnement par les autorités espagnoles de La Havane d'un navire marchand américain, le Black Warrior, l'administration Pierce songea un temps à envahir Cuba ou à soutenir une opération de flibuste en ce sens avant de se résoudre à formuler une offre d'achat pour Cuba à l'Espagne.
En 1854, les ambassadeurs Soulé, Buchanan et John Y. Mason rédigèrent pour le président une proposition d'achat de Cuba à l'Espagne pour une valeur de 120 millions de dollars et justifiaient sa prise de contrôle par la force si l'Espagne refusait,. Ce document, qui ne se voulait au départ qu'un énoncé de principe interne à l'administration Pierce et n'avait pas vocation à basculer dans la sphère publique, était en tout point conforme à la position traditionnelle des États-Unis envers Cuba et l'Espagne. La publication de ce manifeste d'Ostende provoqua néanmoins la colère des nordistes qui y voyaient une tentative d'annexer un territoire esclavagiste pour renforcer les intérêts sudistes. Le document contribua à discréditer la destinée manifeste que le Parti démocrate avait souvent soutenue,.

### Autres initiatives
Pierce défendait une expansion et une réorganisation profonde des forces armées. Le secrétaire à la Guerre Davis et le secrétaire à la Marine James C. Dobbin jugèrent que l'Armée et la Marine souffraient d'un manque d'effectifs, d'une gestion défaillante et d'une incapacité à adopter les nouvelles technologies. Sous la présidence de Pierce, le Congrès augmenta la part du budget fédéral alloué au département de la Guerre de 20 % à 28 % et Davis utilisa cet argent pour financer entre autres un accroissement des effectifs de l'armée et le perfectionnement de l'académie militaire de West Point. Quant à Dobbin, il était partisan de diverses réformes telles que la conversion de la marine américaine à la propulsion à vapeur et obtint du Congrès la construction de plusieurs nouveaux navires.
En 1852, le président Fillmore avait envoyé en Asie le commodore Matthew Perry à la tête d'une flotte de quatre navires afin de développer le commerce avec cette région. S'étant vu déconseiller le recours à la force par Pierce et Dobbin, Perry signa un modeste traité commercial avec le shogunat Tokugawa qui fut ratifié et mit fin à deux siècles d'isolement du Japon. Le premier consul américain nommé par Marcy au Japon, Townsend Harris, contribua à renforcer les échanges commerciaux entre l'archipel japonais et les États-Unis. Perry défendit dans le même temps la colonisation américaine de Taïwan, d'Okinawa et des îles Bonin mais l'administration Pierce ne donna pas de suite à ces propositions,.
Pierce tenta d'acheter la baie de Samaná à la République dominicaine dont il craignait que l'instabilité ne l'incitât à contracter une alliance avec la France ou l'Espagne. L'insistance des Dominicains à protéger les droits des citoyens dominicains aux États-Unis, « sans distinction de race ou de couleur », empêcha néanmoins la signature d'un traité entre les deux pays. L'administration Pierce étudia également la possibilité d'annexer le royaume d'Hawaï mais l'intransigeance du roi Kamehameha III sur l'octroi de la citoyenneté pleine et entière pour tous les Hawaïens sans discrimination de race bloqua là encore tout projet d'annexion.
En 1856, Pierce reconnut une dictature au Nicaragua établie par William Walker, un flibustier américain qui avait conquis le pays et commencé à y introduire l'esclavage. Walker espérait faire entrer le Nicaragua dans l'Union en tant qu'État esclavagiste. Le contrôle de Walker mit toutefois rapidement en colère l'entrepreneur ferroviaire Cornelius Vanderbilt, qui avait l'intention de construire des voies ferrées et un canal dans ce pays. Vanderbilt fit pression sur Pierce pour qu'il utilise la marine américaine dans le but de forcer Walker à « rendre » le pays. Walker emmena ensuite ses forces au Honduras, où il fut capturé par la marine britannique et fusillé par un peloton d'exécution hondurien.
Toujours en 1856, le Congrès vota le Guano Islands Act qui autorisait tout citoyen américain à prendre possession d'une île non revendiquée contenant des gisements de guano. Cette matière, formée de l'accumulation d'excréments des oiseaux marins, était alors très utilisé comme engrais dans l'agriculture. Bien après la fin de la présidence de Pierce, les États-Unis se servirent de cette loi en tant que base juridique pour revendiquer la souveraineté de plusieurs territoires tels que les îles Midway.